# Massacre de Pamplona
 (août 2023).
Le massacre de Pamplona est une fusillade de masse et un assassinat survenu à Pamplona, dans le Negros oriental, aux Philippines. Le 4 mars 2023, vers 9 h 36 (PhST), un groupe d'anciens membres de l'armée philippine a pris d'assaut la résidence de Roel Degamo (en), le gouverneur du Negros oriental, à Pamplona et a tué Degamo, la cible, ainsi que neuf autres personnes. L'attaque s'est produite lors de la distribution d'aide aux bénéficiaires locaux du programme Pantawid Pamilyang Pilipino (en),. Degamo a été transporté d'urgence dans un hôpital provincial voisin, où il a été déclaré mort à 11 h 41 (PhST).
Une enquête a été ouverte par les autorités philippines après l'attaque. La politique est considérée comme le principal motif de l'attaque, car Degamo a été impliqué dans une élection contestée au poste de gouverneur en mai 2022 (en) qui l'a vu assumer le poste pour un quatrième mandat après avoir remporté une manifestation électorale contre Pryde Henry Teves (en), qui a été proclamé vainqueur des élections. Onze suspects ont été arrêtés par la police lors de multiples opérations à travers la province. Deux des suspects ont nommé un certain « Cong Teves » comme le cerveau dans une interview embuscade avec les médias. Arnolfo Teves Jr. (en), représentant du 3e district de Negros oriental (en), qui se trouvait à l'étranger lors de l'attaque, a été suspendu par la Chambre des représentants à la suite de son incapacité à retourner dans le pays pour faire face à une enquête. Le Sénat philippin a également lancé une enquête sur l'incident et a invité le représentant par téléconférence, mais s'est finalement retiré en raison d'incertitudes juridiques. Le secrétaire à la Justice, Jesus Crispin Remulla (en), considère le représentant comme le « plus grand cerveau » de l'attaque.